# Relaciones Chile-Fiyi
Las relaciones Chile-Fiyi son las relaciones internacionales entre la República de Chile y la República de Fiyi.

## Historia
Las relaciones diplomáticas entre Chile y Fiyi fueron establecidas el 11 de octubre de 1972 durante el gobierno de Salvador Allende. Fue visitada en 1980 por el entonces Presidente De Chile Augusto Pinochetdurante una gira internacional.

## Relaciones comerciales
En 2022, el intercambio comercial entre ambos países ascendió a los 0,64 millones de dólares estadounidenses, lo que supuso un -5,97% de crecimiento promedio anual en los últimos cinco años. Los principales productos exportados por Chile fueron jurel, polvos para la preparación de postres y vinos, mientras que Fiyi exportó mayoritariamente agua mineral, partes y accesorios para contadores, y tornillos y pernos.

## Misiones diplomáticas
- La embajada de Chile en Australia concurre con representación diplomática a Fiyi.[4] Asimismo, Chile cuenta con un consulado honorario en Suva.[5]
- La embajada de Fiyi en Brasil concurre con representación diplomática a Chile.[4]